# عماد شحادة
 عماد شحادة (ولد في 12 أكتوبر عام 1979، سوريا) لاعب كرة القدم سويدي-آشوري يلعب حالياً بموجب عقد في الجانب السويدي لنادي آسيريسكا.

## وصلات خارجية
- عماد شحادة على موقع اتحاد السويد (السويدية)
- عماد شحادة على موقع قاعدة بيانات كرة القدم.إي يو (الإنجليزية)
- عماد شحادة على موقع ناشيونال فوتبول تيمز (الإنجليزية)
- عماد شحادة على موقع Soccerway.com (الإنجليزية)
- https://svenskfotboll.se/allsvenskan/person/?playerid=3161
- http://www.svenskafans.com/fotboll/brommapojkarna/369766.aspx
- http://www.eliteprospects.com/football/player.php?player=710